# Groupe de NGC 1800
Le groupe de NGC 1800 comprend trois galaxies situées dans la constellation de la Colombe. La distance moyenne entre ce groupe et la Voie lactée est d'environ 13,6 Mpc (∼44,4 millions d'al). 

## Distance de ce groupe
Les galaxies de ce groupe sont relativement rapprochées du Groupe local. En conséquence, la distance de Hubble est peut-être loin de leur distance réelle. Malheureusement, il existe peu de mesures de leur distance indépendantes du décalage vers le rouge pour ces trois galaxies, deux pour NGC 1800 et une seule pour chacune des deux autres, pour des valeurs de 7,71, 10,8 et 10,2 Mpc respectivement. La moyenne de ces distances est de 9,6 Mpc. Comme la base de données NASA/IPAC calcule le diamètre des galaxies avec les mesures de distances indépendantes du décalage, même quand il n'en existe qu'une seule, le diamètre de ces trois galaxies est tout aussi incertain.

## Membres
Le tableau ci-dessous liste les trois galaxies qui sont indiquées sur le site « Un Atlas de l'Univers » créé par Richard Powell.  
| Nom      | Classification | Type                               | α (J2000.0)   | δ (J2000.0)  | Vitesse radiale (km/s) | Magnitude apparente | Distance (Mpc) | Diamètre (Mpc) |
| -------- | -------------- | ---------------------------------- | ------------- | ------------ | ---------------------- | ------------------- | -------------- | -------------- |
| NGC 1800 | IB(s)m         | irrégulière naine magellanique     | 05h 06m 25.7s | -31° 57′ 15″ | 807 ± 1                | 12,6                | 12,1 ± 0,9     | 26             |
| UGCA 103 | SB(r)dm        | spirale barrée magellanique        | 05h 10m 47.0s | -31° 35′ 50″ | 972 ± 3                | 12,26 ± 0,09        | 14,7 ± 1,0     | 40             |
| UGCA 106 | SAB(s)m        | spirale intermédiaire magellanique | 05h 11m 59.3s | -32° 58′ 21″ | 929 ± 2                | 11,09 ± 0,09        | 14,1 ± 1,0     | 48             |

Le site DeepskyLog permet de trouver aisément les constellations des galaxies mentionnées dans ce tableau ou si elles ne s'y trouvent pas, l'outil du site constellation permet de le faire à l'aide des coordonnées de la galaxie. Sauf indication contraire, les données proviennent du site NASA/IPAC.